# Matador (Reifenhersteller)

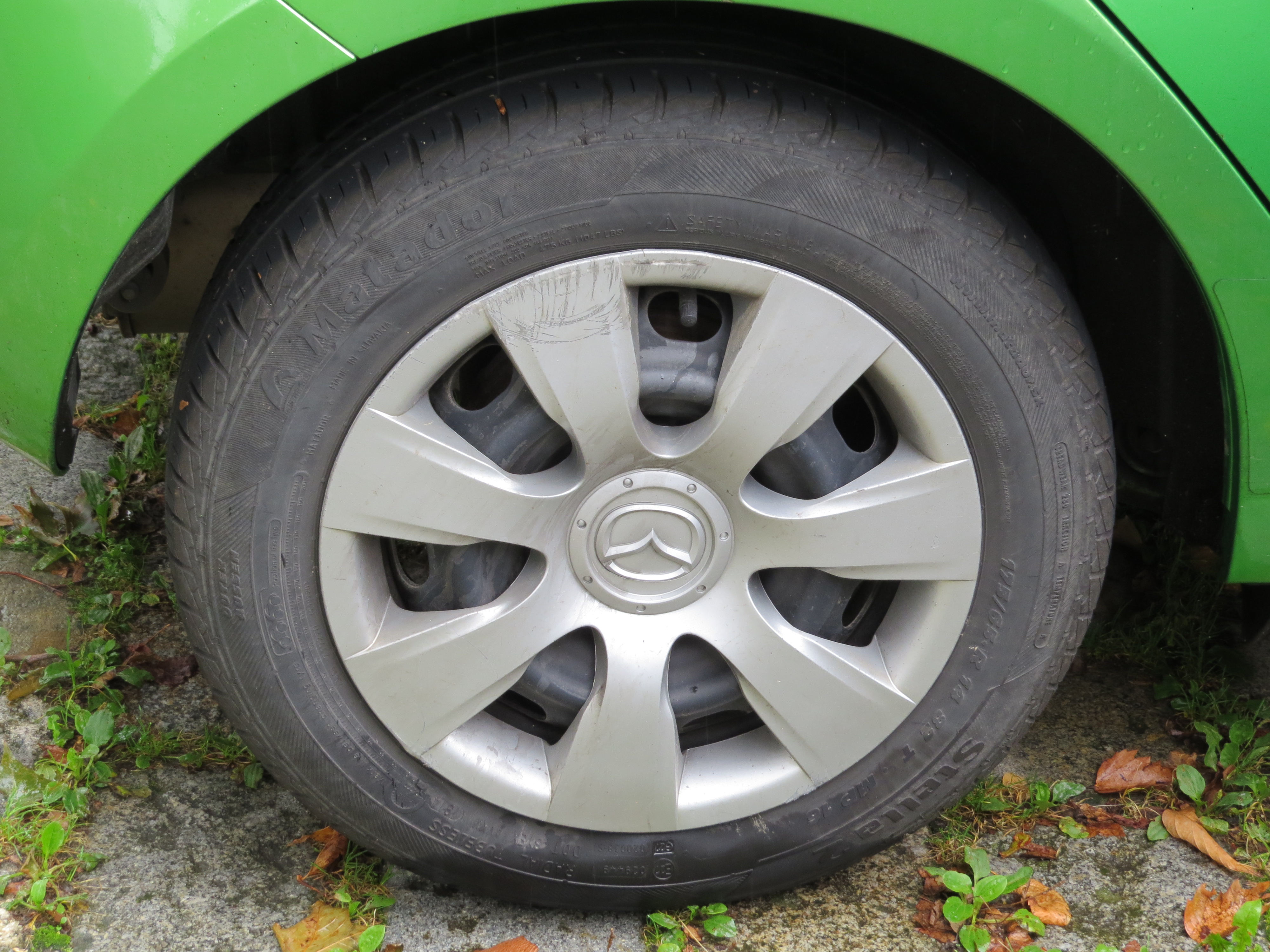
Autoreifen Matador Stella 2 auf einer Stahlfelge in der Dimension 175/65 R 14 (2017)

Matador ist ein international arbeitender slowakischer Gummireifenhersteller mit Sitz in Púchov.
Das Unternehmen wurde 1905 in Bratislava (Pozsony ung., Pressburg de.) in der österreich-ungarischen Monarchie als Gummi- und Balata-Werke Matador gegründet. Auch die Marke Matador wurde von Beginn an geschützt. Im Jahr 1925 wurden die ersten Matador-Reifen produziert. In der Zwischenkriegszeit war Matador der einzige Reifenhersteller der Tschechoslowakei. Ausgerüstet wurden vor allem die heimischen Marken, wie Škoda oder Tatra.
Da nach dem Zweiten Weltkrieg der Reifenbedarf stark stieg, wurde im Jahr 1947 in Púchov in der Nordslowakei ein weiteres Reifenwerk errichtet, das 1950 mit der Produktion begann. 
Durch eine Neustrukturierung der Reifenindustrie der Tschechoslowakei bauten die Reifenhersteller Baťa, Matador und Rubena alle unter der neuen Reifenmarke Barum als Joint Venture mit dem damals noch selbständigen österreichischen Reifenhersteller Semperit. Auch das Werk in Púchov war davon betroffen.
1987 wurde ein eigenes Forschungslabor gebaut.
Der Staatsbetrieb wurde 1990 privatisiert und in eine Aktiengesellschaft umgewandelt. Nach der Teilung der Tschechoslowakei wurde der Reifenbereich von Semperit und damit dessen Tochter Barum von der Continental AG übernommen, während der in der Slowakei verbliebene Standort in Púchov wieder zu seiner alten Traditionsmarke Matador zurückkehrte. Über 80 % der Produktion wird unter diesem Namen exportiert.
2007 übernahm Continental nach einigen Jahren des Joint Ventures die Marke Matador komplett. 2010 wurde eine neue Produktionshalle am Standort Púchov eingeweiht.
Matador gehört zu den größten Exporteuren der Slowakei.